# Forte de São Sebastião de Alcântara
O Forte de São Sebastião de Alcântara localiza-se na baía de São Marcos, no continente, na cidade de Alcântara, litoral do estado do Maranhão, no Brasil.

## História

### Antecedentes
A ocupação de Alcântara remonta a um primitivo aldeamento dos Tapuias, conquistado pelos Tupinambás e denominado "Tapuitapera" ("casa dos Tapuias") à época da chegada dos colonizadores franceses de Jacques Riffault. Estabelecidas relações amistosas entre os dois povos (Claude d'Abbeville, "Historie de la mission des pères capucins en l'isle de Maragnan et terres circonvoisines" (1614), esta aldeia teria fornecido de trezentos a quatrocentos trabalhadores para a fortificação do nascente núcleo colonial na ilha Grande, depois ilha de São Luís, após a chegada de Daniel de La Touche, senhor de La Ravardière (1612).
Com o apoio destes indígenas, mais tarde importantes aliados contra os portugueses, de São Luís partiram expedições francesas em direção aos rios Amazonas e Tocantins.

### A capitania de Cumã
No contexto da Dinastia Filipina (1580-1640), após a conquista de São Luís do Maranhão em Novembro de 1615, Matias de Albuquerque (c. 1590-1647) foi nomeado capitão dos aldeamentos de Tapuytapera, assim como Martim Soares Moreno o foi para o de Cumã, ficando ambos subordinados ao governo da nova Capitania do Maranhão. Sede da Capitania de Cumã (1621), que compreendia 50 léguas de costa no litoral do Maranhão, tinha como donatário Antônio Coelho de Carvalho, irmão de Francisco de Albuquerque Coelho de Carvalho, Governador do Maranhão (1625-1636). O advento da agro-manufatura de açúcar que tomou impulso a partir de 1645, bem como a exploração de sal, trouxeram o progresso à região. O arraial de Tapuytapera foi elevado a Vila de Santo Antônio de Alcântara (1648), sendo instalada a Câmara Municipal com quatro vereadores, um procurador, um escrivão e dois almotacés. A partir de 1651 aí foram erguidos um convento dos frades Mercedários e outro dos Carmelitas. Em 1716 os Jesuítas fundaram um colégio. Transformada em paróquia sob a invocação de São Matias, foi elevada a freguesia em 1722.
Embora inicialmente pacifica, a relação dos portugueses com os indígenas evoluiu para a escravização destes últimos, o que conduziu à Revolta do índio Amaro. A Carta-régia de 1754 extinguiu a doação da Capitania de Alcântara e incorporou-a aos domínios da Coroa. Os imperativos da produção e a proibição de manter os indígenas como escravos, determinou a importação da mão-de-obra africana para Alcântara.

### A reforma Pombalina
Com a finalidade de resolver as questões de oferta de capitais e de mão-de-obra, foi constituída a Companhia Geral de Comércio do Grão-Pará e Maranhão, integralizada em 1755, que recebeu da Coroa o monopólio da navegação, do comércio externo e do tráfico de escravos africanos, e que foi responsável por uma fase de prosperidade que marcou a região no fim do período colonial.

### A Independência
Após a proclamação da Independência do Brasil (1822), Alcântara foi elevada à categoria de cidade em 1836. A sua proximidade com a capital da Província, São Luís, atraiu a aristocracia rural do Maranhão, que ali fez construir os seus sobrados. Durante a década de 1850, Alcântara possuía oitenta e uma fazendas agrícolas, vinte e dois engenhos de açúcar, vinte e quatro fazendas de gado e mais de uma centena de salinas, o que lhe assegurava uma posição de destaque na economia provincial como produtora e exportadora de sal, açúcar, cachaça, couro e carne, algodão, arroz, farinha de mandioca, milho e peixe seco.
No contexto da Guerra Civil dos Estados Unidos da América (1861-1865), com o aumento da demanda pelo algodão maranhense por parte das indústrias inglesas, Alcântara alcançou o mais alto grau de desenvolvimento econômico e social. Dos quinze municípios que ocupam a baixada maranhense, exceto Santa Helena e Anajatuba, todos faziam parte do distrito de Alcântara, exportando através de seu porto.
Entre 1865 e 1870 inicia-se a decadência de Alcântara. Dentre as causas mais importantes destacam-se o final do conflito civil norte-americano, tendo aquele país retomado a produção algodoeira, o esgotamento dos solos para a lavoura canavieira, a ascensão da lavoura canavieira na região Sudeste e, a partir de 1888, a Abolição.

## O forte setecentista
Apesar de remontar a um presídio estabelecido em 1697, uma obra de defesa fixa para a proteção daquele porto e cidade só foi erguida pelo governador da Capitania, Joaquim de Melo e Póvoas, sob a invocação de São Sebastião (Forte de São Sebastião) (SOUZA, 1885:71), inaugurado em 17 de Julho de 1763. Em precárias condições de conservação, em 1797 foi reconstruído pelo Governador D. Diogo de Souza, e rebatizado como Forte do Apóstolo São Matias, sendo artilhado com nove peças (SOUZA, 1885:71). Nela esteve detido o Governador da Capitania do Piauí, Capitão Carlos César Burlamaqui (1805-1810), de 1810 a 1811 (COSTA, 1974:224). Também conhecido como Forte de Alcântara, foi desarmado em 1880 (BARRETTO, 1958:80).
Da estrutura da fortificação sobrevive apenas um trecho da muralha de pedra circundando o terreno, que abriga um campo de futebol, e antigos canhões dispersos.
No tricentenário da elevação da povoação à categoria de vila, pelo Decreto nr. 26.077-A (22 de Dezembro de 1948) Alcântara passou a ser considerada como Cidade Monumento, tendo sido tombada pelo Patrimônio Histórico e Artístico Nacional. Investindo no turismo cultural e ecológico como forma de sobrevivência econômica, a cidade era candidata a Patrimônio Cultural da Humanidade pela UNESCO.